# Mercabarna (métro de Barcelone)
Mercabarna est une station de la ligne 9 du métro de Barcelone.

## Situation sur le réseau
La station se situe sous la rue K de la Zone Franche (Carrer K Zona France), sur le territoire de la commune de Barcelone, dans le district de Sants-Montjuïc. Elle s'intercale entre les stations Les Moreres et Parc Logístic de la ligne 9 du métro de Barcelone.

## Histoire
La station ouvre au public le 12 février 2016, à l'occasion de la mise en service du tronçon sud de la ligne 9.

## Services aux voyageurs

### Accès et accueil
La station dispose de deux voies et deux quais latéraux équipés de portes palières.